# Zysk kierunkowy anteny
Zysk kierunkowy anteny – parametr anteny określający jej zdolność do kierunkowego promieniowania energii elektromagnetycznej w stosunku do anteny przyjętej za wzorzec.
Parametr ten jest wyznacza się z reguły w odniesieniu do źródła izotropowego (anteny bezkierunkowej) za pomocą wzoru:
{\displaystyle G=10\log _{10}{\frac {P_{1}}{P_{2}}}=20\log _{10}{\frac {U_{1}}{U_{2}}}}
gdzie:
G – zysk kierunkowy anteny [dB]
P1 – moc anteny kierunkowej [W]
P2 – moc anteny wzorcowej [W]
Zysk kierunkowy zwykle wyraża się w decybelach (dB). W przypadku odniesienia do anteny izotropowej (wszechkierunkowej) wartość tę oznacza się jako dBi, a do dipola półfalowego jako dBd, przy czym GdBi = GdBd + 2,15.
Anteny stosowane w radiolokacji posiadają zysk kierunkowy rzędu dziesiątków tysięcy, a anteny stosowane w radiokomunikacji satelitarnej – rzędu milionów (przed wyrażeniem wartości w postaci logarytmu).